# Tatort: Schoggiläbe
Schoggiläbe ist ein Fernsehfilm aus der Krimireihe Tatort. Der zweite Fall des Schweizer Tatort-Teams aus Zürich wurde am 28. Februar 2021 im SRF 1, im Ersten und auf ORF 2 erstmals ausgestrahlt.

## Handlung
Der homosexuelle Schokoladenfabrikant Hans-Konrad Chevalier wird in seiner luxuriösen Villa am Zürichberg erschossen und erschlagen aufgefunden. Die Fallanalytikerin Tessa Ott ist in der Nachbarschaft aufgewachsen. Sie kennt Claire, die Tochter des Opfers, noch aus ihrer Jugend. Claire wurde von einer Leihmutter geboren. Ihr Vater hat sie alleine grossgezogen, denn das Familienunternehmen musste schliesslich einen Erben haben.
Dass die Alarmanlage ausgeschaltet ist, werten die Polizistinnen Grandjean und Ott als Hinweis darauf, dass Chevalier einen Besuch erwartet hatte, dem er vertraut hatte und dessen Bild er nicht durch die Alarmanlage aufzeichnen wollte.
Chevalier hatte zuvor einem Unbekannten in einem Hotel unauffällig eine schwarze Tasche zugespielt. Diesen sucht die Polizei nun anhand der Bilder der Video-Überwachung des Hotels. Über den Laptop des Opfers stossen die Polizisten auf den ungarischen Callboy Dorian Lakatos. Zur Tatzeit war er aber in Mailand und auch der Unbekannte vom Hotel kann er nicht sein. Lakatos beurteilt Chevalier als sehr grosszügigen Menschen, der ihm und seiner Familie viel Gutes getan hätte. Es sei bei ihm immer auf der Suche nach etwas Zuwendung gewesen. Seine Firma hätte ihn überfordert und seine Tochter sei ein Biest.
Kriminaltechniker Noah Löwenherz ermittelt durch Auswertung der Spuren, dass der Täter über die Terrasse kam, durch die Haustür geflohen ist und die Haushaltshilfe Rivera möglicherweise Zeugin der Tat war. Das erklärt den Ermittlern, warum die Frau nicht auffindbar ist. Esmeralda Rivera ist illegal im Land und seit kurzem mit ihrer Tochter verschwunden. Im Bad ihrer Wohnung gab es Blutspuren. Sie wird dann aber unversehrt gefunden und Ott kann aufgrund ihrer Beziehungen zur Staatsanwältin dabei helfen, für sie eine dauerhafte Aufenthaltsgenehmigung zu bekommen.
Mathilde Chevalier, die Mutter des Opfers, übernimmt nach dessen Tod wieder das Ruder in der Firma. Ihre Enkelin Claire hatte mit ihrem Verlobten, dem Anwalt Markus Oberholzer, auf faire Bio-Schokolade gesetzt, aber mit dieser Strategie das Unternehmen in die roten Zahlen geführt. Claire ist verärgert, dass ihre Grossmutter hier nun wieder das Sagen haben soll und plant, die Firma zu verkaufen bzw. in eine Genossenschaft zu Gunsten der Angestellten umzuwandeln und das Kapitel zu beenden. Als das Testament ihres Vaters in ihre Hände gelangt, in dem er seine Mutter zur Erbin und Firmenchefin einsetzt, verbrennt sie das Dokument. Grandjean und Ott finden jedoch bald heraus, dass jemand nach dem Mord das Testament aus dem Tresor entwendet hat.
Da Claire die Geschäfte in der Schokoladenfabrik allein übernehmen will, eröffnet ihr Mathilde, dass sie die Eizelle gespendet hatte, aus der Claire mithilfe einer anonymen Samenspende von einer Leihmutter ausgetragen werden konnte. Sie sei also ihre und Hans-Konrads Mutter, sodass Claire aufgrund der gesetzlichen Erbfolge erst erben könne, wenn sie tot sei. In einer späteren Szene stirbt sie tatsächlich, beobachtet von Claire, die die Bürotür abgeschlossen hatte und ihr nicht zu Hilfe kommt.
Der gesuchte Unbekannte wird in einer Unterkunft gefunden. Es ist András Lakatos, der Bruder von Dorian Lakatos. Jenem hatte Chevalier eine lebensrettende Operation bezahlt. Daher wandte sich der depressive und suizidale Chevalier an ihn, um sich durch ihn erschiessen zu lassen. András bekam dafür vorab eine schwarze Tasche mit einer grösseren Menge Bargeld. András gesteht die Tat der Polizei, damit sein Bruder nicht fälschlicherweise verdächtigt wird. Dabei erklärt er auch, warum er nicht nur geschossen, sondern Chevalier auch erschlagen hatte. Die Waffe sei kaputt gewesen und so konnte er nur einmal schiessen. Damit der Angeschossenen nicht weiter leiden musste, hätte er «nachgearbeitet». Dorian versucht derweil, die Tasche mit dem Honorar in Sicherheit zu bringen. Die Beamtinnen stellen ihn jedoch, daraufhin lässt er die Geldscheine von einer Brücke herunterregnen.

## Nebenhandlung
Isabelle Grandjean ist in Zürich nicht so recht glücklich, zudem weiss sie nicht, ob sie ihrer Kollegin Ott vertrauen kann. In einem Einsatz hatte Ott gezögert, auf einen Verdächtigen zu schießen, was Grandjean beinahe das Leben gekostet hätte. Sie fordert wegen Fehlverhalten im Einsatz eine offizielle Untersuchung, lenkt dann aber ein und besteht nur auf zusätzlichem Schiesstraining von Ott. Nachdem sich die beiden weiter kollegial annähern, entschliesst sich Grandjean, in Zürich zu bleiben.

## Hintergrund
Der Film wurde vom 11. November 2019 bis zum 13. Januar 2020 in Zürich gedreht. Auf Hochdeutsch bedeutet der Filmtitel in etwa Auf der Sonnenseite des Lebens stehen oder Finanziell keine Sorgen haben. Wörtlich aus dem Schweizerdeutsch einfach Schokoladenleben.
Im Film wird des Stilmittel des Beiseitesprechens verwendet, wo sich in kleinen Zwischenszenen die Staatsanwältin Wegenast und die Polizistinnen mit persönlichen Bemerkungen direkt an die Zuschauer des Films wenden.

## Rezeption

### Kritiken
„Ansonsten ist der Fall derart betulich erzählt, dass man sich nicht in einem Krimi wähnt, sondern in einer Familiensaga oder einem etwas lahmen Gesellschaftsporträt über die zwei Gesichter Zürichs. Erstaunlich ist das schon, sind die Macher doch dieselben wie beim ersten Fall.“

„So hat sich nach wenigen Minuten alles Aphrodisierende eines Schokoladen-Plots verflüchtigt, um einem dümmlichen Bitch-Fight und der ödest möglichen Familienunternehmen-Melodramatik (Testamente, Geheimnis, Verrat) Platz zu machen. Und dieser Strang wird im Laufe des Films noch um einiges abstruser. [....] Nicht zu wissen, was man in das wohl wichtigste Schaufenster der Schweiz zum grossen Nachbarn hineinlegen soll, kann verwundern, aber verpackt wurde dieses Luftschokoladennichts in fast schon augenzwinkernd edel glänzende Stanniol-Bilder.“

### Einschaltquote
Die Erstausstrahlung von Schoggiläbe am 28. Februar 2021 wurde in Deutschland von 7,85 Millionen Zuschauern gesehen und erreichte einen Marktanteil von 22,7 %. Bei den 14- bis 49-Jährigen erreichte die Folge 1,98 Millionen Zuschauer, der Marktanteil belief sich auf 20,1 Prozent.